# Bristol Jupiter
Pour les articles homonymes, voir Jupiter.
Le Bristol Jupiter est un moteur thermique britannique à refroidissement par air, à neuf cylindres en simple étoile, construit par la Bristol Aeroplane Company. Initialement conçu vers la fin de la Première Guerre mondiale, et alors connu sous le nom de « Cosmos Jupiter », il bénéficia d’une longue série de perfectionnements et d'évolutions qui ont fait de lui l’un des meilleurs moteurs de son époque.
Le Jupiter a été largement utilisé sur de nombreux avions au cours des années 1920 et 1930. Des centaines de Jupiter de toutes les versions ont été produits, tant par Bristol que par ses licenciés étrangers.

## Conception et développement
Le Jupiter a été conçu vers la fin de la Première Guerre mondiale par Roy Fedden, ingénieur en chef de Cosmos Engineering, une entreprise britannique. Devant la rapide décroissance des dépenses militaires après l'armistice, Cosmos fit faillite en 1920, et fut finalement rachetée par la Bristol Aeroplane Company grâce aux points forts de la conception du Jupiter et avec les encouragements du Ministère de l'Air. Le moteur n’était alors qu'aux débuts de son développement, mais, arrivé à maturité, il se révéla comme l'un des plus fiables du marché. Ce fut le premier moteur refroidi par air à passer les tests de l'Air Ministry à pleine puissance, le premier à être équipé d'un régulateur automatique de suralimentation, et le premier à être monté sur des avions de ligne.
Le Jupiter était de conception assez standard, mais comportait aussi quatre soupapes par cylindre, ce qui était rare à l'époque pour un moteur à air. Les cylindres, usinés à partir d’ébauches en acier forgé, étaient borgnes et recevaient des culasses-cataplasmes (« poultice heads ») en alliage léger. Par la suite, les cylindres furent usinés ouverts et reçurent des culasses coulées en alliage léger et vissées, conformément aux études du Royal Aircraft Establishment (RAE) dont les conclusions furent rapidement adoptées par les constructeurs de moteurs à air. En 1927, un nouveau changement intervint, en raison d’un important taux de rejet des culasses coulées, qui furent remplacées par des pièces en alliage léger forgé, usinées dans la masse. Le Jupiter VII comportait un compresseur entraîné mécaniquement, et le Jupiter VIII a été le premier à être équipé d'un réducteur d’hélice.
En 1925, Fedden commença à concevoir un remplaçant pour le Jupiter. L’emploi d’une course réduite pour augmenter le régime, et d’un compresseur pour une puissance accrue, déboucha sur le Bristol Mercury en 1927. Par la suite, profitant de l’expérience acquise avec le Mercury, Fedden appliqua les mêmes techniques (augmentation du régime et de la pression d’admission) à un moteur conservant les côtes du Jupiter, ce qui aboutit au Bristol Pegasus. Mais pendant quelques années, aucun de ces deux moteurs ne sera en mesure de remplacer vraiment le Jupiter.

### Production sous licence
Le Jupiter a été largement utilisé dans les versions construites sous licence, étant produit dans quatorze pays en dehors de l’Angleterre. En France, Gnome et Rhône acquit très tôt la licence du moteur et convertit le concept aux normes métriques, s’assurant ainsi la diffusion du moteur, voire de sa licence, auprès de nombreux pays européens. Connues sous le nom de « Gnome et Rhône 9A Jupiter », les différentes versions françaises bénéficièrent d’un développement parallèle à celui réalisé chez Bristol. Elles ont été utilisées sur plusieurs modèles civils nationaux et ont également rencontré un grand succès à l'exportation. Siemens-Halske (en) a acquis une licence en Allemagne et a produit plusieurs versions de puissance croissante, aboutissant en définitive au Bramo 323 Fafnir, qui s'est vu utilisé dans pendant la guerre.
Au Japon, le Jupiter a été construit sous licence à partir de 1924 par Nakajima, servant de base à leur propre conception de moteur aéronautique en étoile, le Nakajima Ha-1 Kotobuki (en). Il a été produit aussi en Pologne sous le nom de « PZL Bristol Jupiter », en Italie comme l'Alfa Romeo 125 RC.35 et en Tchécoslovaquie par le motoriste Walter. Le plus produit fut la version soviétique, connue comme le « Shvetsov M-22 », qui a motorisé le fameux Polikarpov I-16 dont des milliers d'exemplaires furent construits. La production commencée en 1918 a cessé en 1930.

## Variantes

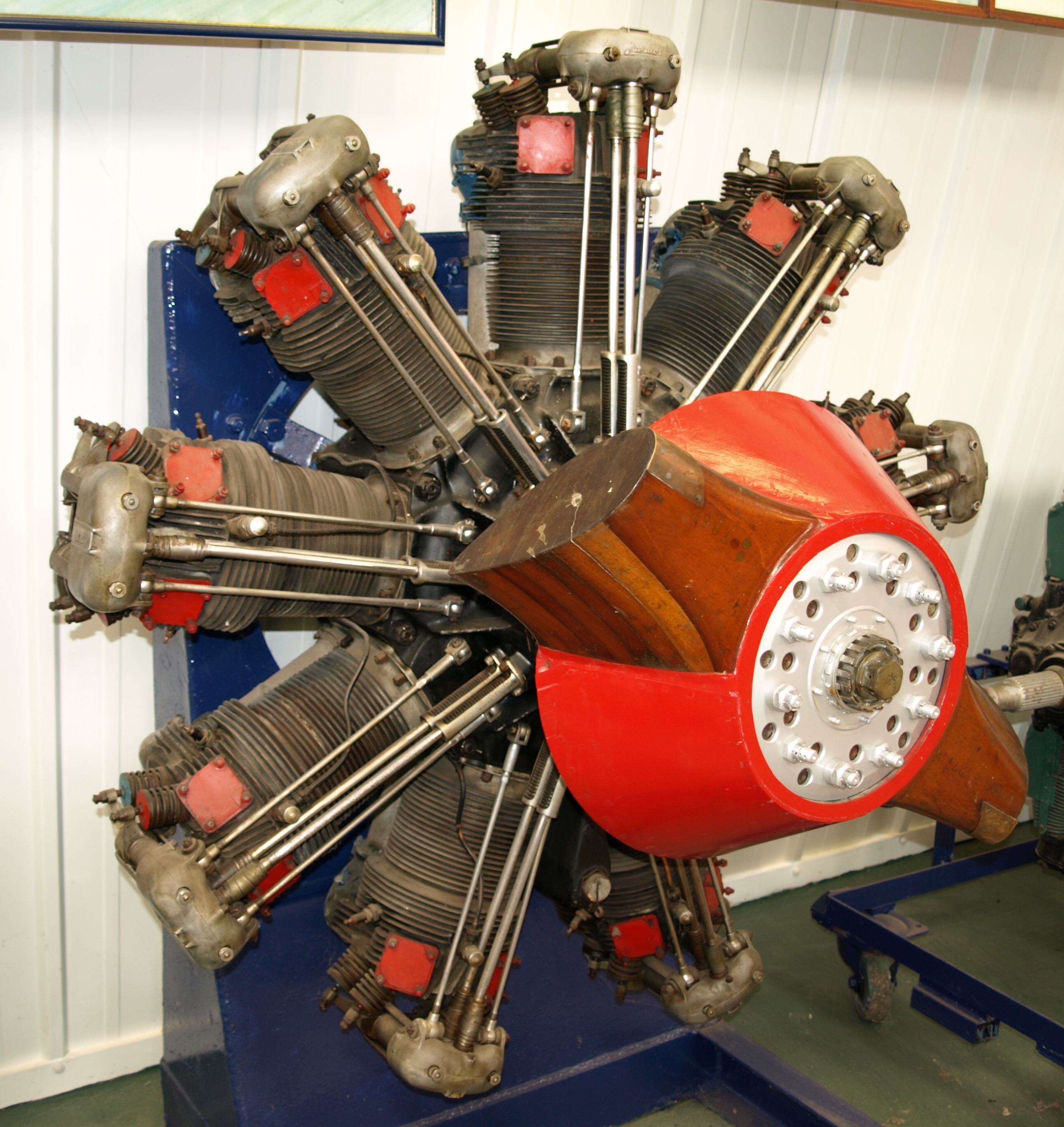
Bristol Jupiter VIIF exposé à la.

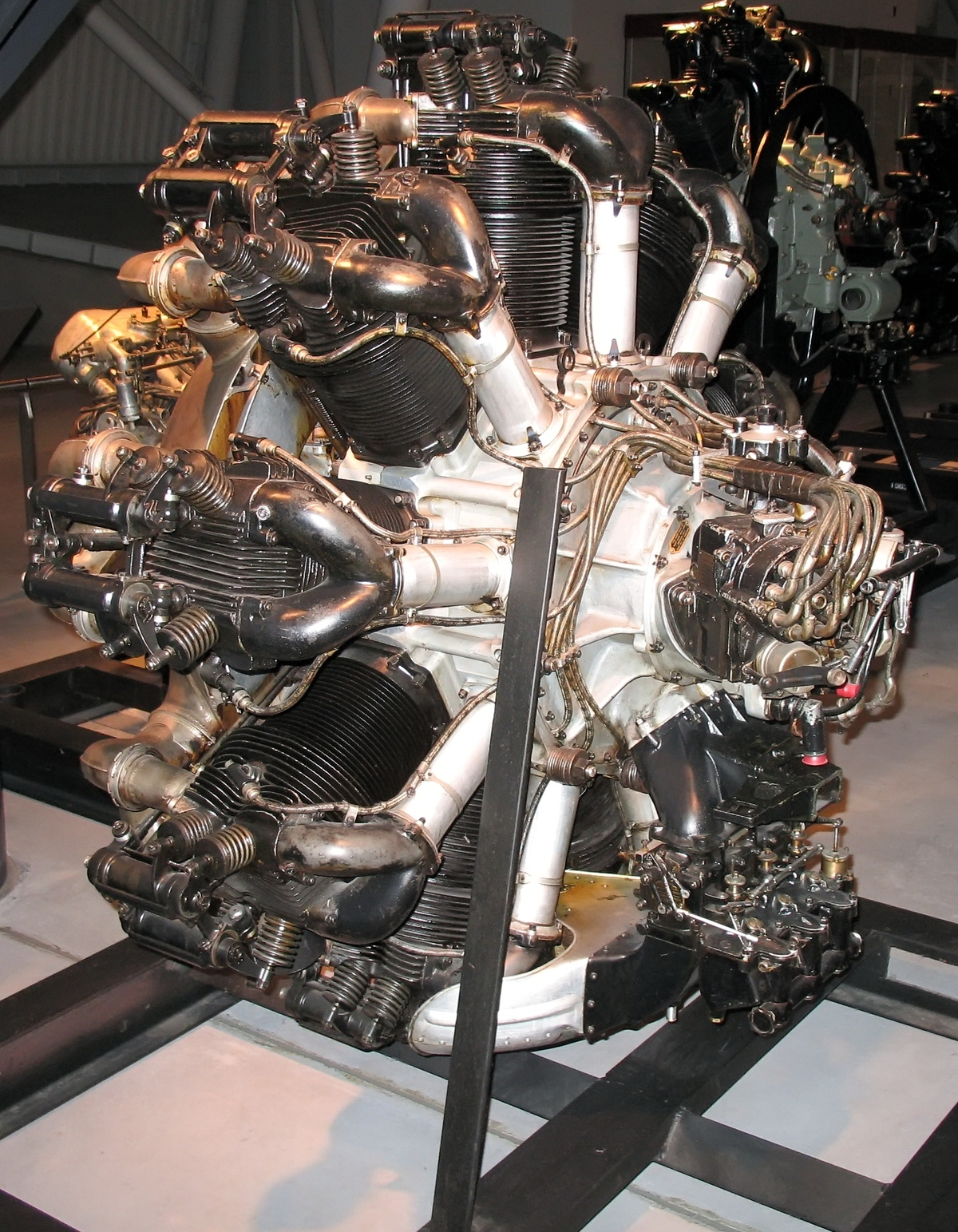
Bristol Jupiter VIIIF

Le Jupiter a été produit dans de nombreuses variantes, dont l'une fut le Bristol Orion de 1926, équipé d’un turbocompresseur. Mais des problèmes de métallurgie ont causé l'abandon du projet avec seulement neuf moteurs construits.
Brazil Straker Jupiter I
(1918) 400 ch. Deux construits.
Cosmos Jupiter II
(1918) 400 ch. Un construit.
Bristol Jupiter II
(1923) 400 ch.
Bristol Jupiter III
(1923) 400 ch.
Bristol Jupiter IV
(1926) 430 ch., distribution à calage variable, carburateur Bristol Triplex.
Bristol Jupiter V
(1925) 480 ch.
Bristol Jupiter VI
(1927) 520 ch. Produit en deux taux de compression : faible (5,3:1) et élevé (6,3:1).
Bristol Jupiter VIA
(1927) 440 ch. version civile du Jupiter VI.
Bristol Jupiter VIFH
(1932) 440 ch. Équipé d'un démarreur à gaz
Bristol Jupiter VIFL
(1932) 440 ch. Taux de compression 5,15:1.
Bristol Jupiter VIFM
(1932) 440 ch. Taux de compression 5,3:1.
Bristol Jupiter VIFS
(1932) 400 ch. Taux de compression 6,3:1.
Bristol Jupiter VII
(1928) 375 ch. Taux de compression 5,3:1, entièrement suralimenté. Créé par Gnome et Rhône sous la référence 9ASB.
Bristol Jupiter VIIF
(1929) 480 ch. Taux de compression 5,3:1. Culasses forgées.
Bristol Jupiter VIIF.P
(1930) 480 ch. 'P' pour lubrification sous pression des axes de bielles secondaires.
Bristol Jupiter VIII
(1929) 440 ch. Jupiter VI, avec le taux de compression porté à 6,3:1.
Bristol Jupiter VIIIF
(1929) 460 ch. Jupiter VIII avec culasses forgées et taux de compression réduit (5,8:1).
Bristol Jupiter VIIIF.P
(1929) 460 ch. Comme le Jupiter VIII avec lubrification sous pression (Le TBO à ce stade de développement n'était que de 150 heures en raison de défaillances multiples).
Bristol Jupiter IX
480 ch. Taux de compression 5,3:1.
Bristol Jupiter IXF
550 ch. Taux de compression 5,3:1. culasses forgées.
Bristol Jupiter X
470 ch. Taux de compression 5,3:1.
Bristol Jupiter XF
540 ch. Taux de compression 5,3:1. culasses forgées.
Bristol Jupiter XFA
483 ch. Taux de compression 5,3:1.
Bristol Jupiter XFAM
580 ch.
Bristol Jupiter XFBM
580 ch.
Bristol Jupiter XFS
Entièrement suralimenté.
Bristol Jupiter XI
Taux de compression 5,15:1.
Bristol Jupiter XIF
500 ch. Taux de compression 5,15:1.
Bristol Jupiter XIFA
480 ch. Comme Jupiter XIF avec 0,656:1 de rapport de réduction
Bristol Jupiter XIF.P
525 ch. Comme le Jupiter XIF avec lubrification sous pression
Bristol Orion I
(1926) Jupiter III, turbo-compressé, programme abandonné.

## Applications
Le Jupiter est surtout connu pour être le moteur des Handley Page HP.42 Hannibal, qui volaient sur la ligne Londres-Paris dans les années 1930. Mais on connait bien d’autres usages civils, tels que les Modèle:De Havilland Giant Moth et Hercules, le Junkers G 31 (dont l'évolution donnera le fameux Ju 52), et l'énorme hydravion Dornier Do X qui utilisait pas moins de douze moteurs.
En Angleterre, les utilisations militaires ont été moins fréquentes. Parmi elles, le Bristol Bulldog de la société mère ainsi que les Gloster Gamecock et Boulton Paul Sidestrand. Le Jupiter a également équipé des prototypes dans le monde entier, du Japon à la Suède.

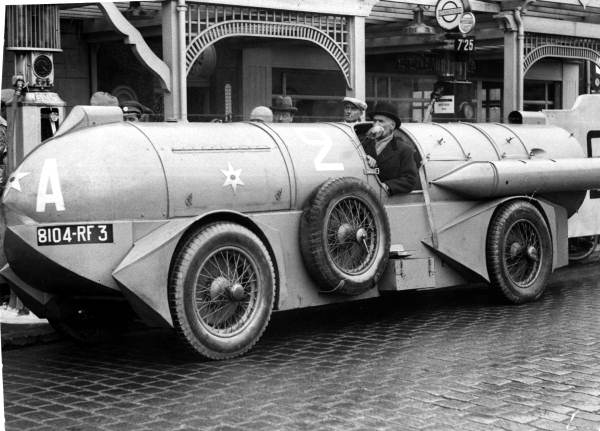
R. Stapp à Daytona Beach en 1932, sur sa Jupiter au châssis Voisin.

En 1929, le Bristol Jupiter avait volé sur 262 différents types d'avions. Au salon du Bourget[Quand ?], la presse française note que le Jupiter et ses versions sous licence propulsaient 80 % des avions présentés.
En automobile, le Français René Stapp (en) développa à Paris entre 1930 et 1932 un engin appelé « Jupiter » en vue de battre un record de vitesse terrestre. Celui-ci était doté de trois moteurs Bristol Jupiter 24 L développant près de 400 ch chacun, montés sur un châssis Voisin renforcé, mais après des essais aux États-Unis à Daytona Beach en vue de battre les records mondiaux de Campbell, l'engin fut détruit dans un incendie sur la plage de La Baule.

### Liste
Liste des avions britanniques par Alec Lumsden.
Note : le Jupiter n'est pas toujours la motorisation principale. De même, la distinction entre le Jupiter d'origine Bristol et ses variantes construites sous licence semble sujette à caution, les avions français, notamment, étant tous motorisés par les Jupiter licenciés à Gnome et Rhône.

#### Cosmos Jupiter
- Bristol Badger (en)
- Bristol Bullet (en)
- Sopwith Schneider
- Westland Limousine (en)

#### Bristol Jupiter
- Aero A.32
- Airco DH.9
- Arado Ar 64
- Avia BH-25
- Oiseau Canari
- Blériot-SPAD S.56 (en)
- Boulton & Paul Bugle (en)
- Boulton Paul P.32
- Boulton Paul Partridge (en)
- Boulton Paul Sidestrand
- Blackburn Beagle
- Blackburn Nile
- Blackburn Ripon
- Bristol Badger (en)
- Bristol Badminton (en)
- Bristol Bagshot (en)
- Bristol Boarhound (en)
- Bristol Bloodhound (en)
- Bristol Boarhound (en)
- Bristol Brandon (en)
- Bristol Bulldog
- Bristol Bullfinch (en)
- Bristol Jupiter Fighter (en)
- Bristol Seely (en)
- Bristol Racer (en)
- Bristol Ten-seater (en)
- Bristol Jupiter Fighter (en)
- Bristol Jupiter Fighter (en)
- Bristol Type 92 (en)
- Bristol Type 118 (en)
- de Havilland Dormouse (en)
- de Havilland DH.72 (en)
- de Havilland DH.50
- de Havilland Dormouse (en)
- de Havilland Hercules
- de Havilland Hound (en)
- de Havilland Giant Moth
- Gloster Survey (en)
- Dornier Do 11
- Dornier Do J
- Dornier Do X
- Fairey IIIF
- Fairey Ferret (en)
- Fairey Flycatcher
- Fairey Hendon
- Fokker C.V
- Fokker F.VIIA
- Fokker F.VIII (en)
- Fokker F.IX (en)
- Gloster Gambet (en)
- Gloster Gamecock
- Gloster Gnatsnapper (en)
- Gloster Goldfinch (en)
- Gloster Goring (en)
- Gloster Grebe
- Gloster Mars (en)
- Gloster Survey (en)
- Gourdou-Leseurre GL.30
- Handley Page Hinaidi
- Handley Page Type W
- Handley Page Hare (en)
- Handley Page Hinaidi
- Handley Page Type O
- Handley Page H.P.42
- Hawker Duiker (en)
- Hawker Harrier
- Hawker Hart
- Hawker Hawfinch (en)
- Hawker Hedgehog (en)
- Hawker Heron (en)
- Hawker Woodcock
- Junkers F.13
- Junkers G 31
- Junkers W 34
- Parnall Plover
- Polikarpov I-15
- PZL P.7
- Saunders Medina (en)
- Saunders A.7 Severn
- Short S.8 Calcutta
- Short Springbok (en)
- Short Gurnard (en)
- Short S.17 Kent
- Short S.8/8 Rangoon
- Short L.17 Scylla
- Short Springbok (en)
- Short S.6 Sturgeon (en)
- Short Valetta (en)
- Supermarine Seagull (en)
- Supermarine Nanok
- Supermarine Southampton
- Svenska Aero Jaktfalken
- Tupolev I-4
- Vickers Type 123 (en)
- Vickers Type 161 (en)
- Vickers Jockey (en)
- Vickers Type 143 (en)
- Vickers Vanox (en)
- Vickers Valiant (en)
- Vickers Vellore (en)
- Vickers Vellox (en)
- Vickers Vespa (en)
- Vickers Viastra (en)
- Vickers Victoria
- Vickers Vildebeest
- Vickers Vimy
- Vickers Vimy Trainer
- Vickers Wibault Scout (en)
- Westland Interceptor (en)
- Westland Wapiti
- Westland Westbury (en)
- Westland Witch (en)
- Westland PV-3 (en)

#### Gnome et Rhône Jupiter
- Blanchard BB-1 (en)
- Blériot-SPAD S.51
- Breguet 19
- Latécoère 6 (en)
- Potez 25

## Caractéristiques (Jupiter XFA)
D'après Alec Lumsden
Caractéristiques générales
- Type : moteur à pistons à refroidissement par air, 9 cylindres en simple étoile
- Alésage : 146 mm
- Course : 190 mm
- Taux de compression : 5,3:1
- Cylindrée : 28,7 litres
- Diamètre : 1,384 m
- Masse à sec : 451 kg

Composants
- Distribution : quatre soupapes en tête (deux admission, deux échappement) actionnées par plateau à cames, tiges et culbuteurs
- Compresseur : compresseur centrifuge à entraînement mécanique, un seul étage et une seule vitesse (suivant les variantes)
- Système d'alimentation : carburateur
- Carburant : essence à 73 ou 77 d'indice d'octane
- Système de refroidissement : par air

Performances
- Puissance développée :
  - Décollage : 485 ch à 2 000 tr/min
  - Maximum continu : 525 ch à 2 000 tr/min à 3 350 mètres.
  - Combat : 550 ch à 2 200 tr/min à 3 350 m.

## Moteurs en exposition
Un Bristol Jupiter VIIF est en exposition permanente au Royaume-Uni à la Collection Shuttleworth (en) à Old Warden, Bedfordshire.

### Développement lié
- Alfa Romeo 125 RC.35
- Bristol Mercury
- Bristol Pegasus
- 5K « Titan », 7K « Titan Major » et 9K « Mistral »
- 14K « Mistral Major », 14N et 14R
- Nakajima Kotobuki (en)
- Siemens-Halske Sh 22 (en)

### Aéronefs comparables
- BMW 132
- Pratt & Whitney R-1340, le premier de la fameuse lignée des moteurs en étoile Wasp
- Pratt & Whitney R-1690 (en) Hornet
- Wright R-1820 Cyclone 9